# China Railways HXD1
A China Railways HXD1 sorozat egy kétszekciós, Bo’Bo’+Bo’Bo’ tengelyelrendezésű 25 kV 50 Hz AC áramrendszerű villamosmozdony-sorozat. A kínai Zhuzhou Electric Locomotive Works és a német Siemens Transportation Systems gyártotta közösen 2006-ban.

## Története
Kína gazdasági fejlődésének következménye az energiaigényének rohamos növekedése. Ez vezetett a szénszállítási igény robbanásszerű emelkedéséhez. Az ország nagy bányavidéke Mongólia határán van, és innen kell a szenet a keleti parton szétosztani. Erre egyedül a vasút képes, de az is nyilvánvalóvá vált, hogy az igények kielégítése csak nagyobb terhelésű vonatokkal lehet, melyeket nagyobb teljesítményű mozdonyok továbbítanak. A cél a vonat tömegének megnégyszerezése volt. Kína kulcsfontosságú technológiai fejlesztéseket hajt végre vasútján, melyet a kormány messzemenően támogat. A kínai piac megtartásának egyetlen útja egy kínai partnerrel történő kooperációs gyártás. A Siemens kooperációs megegyezést kötött a tervezés, gyártástechnológia, és a legfontosabb fődarabok közös előállítására, a HXd1 sorozatú mozdonyok esetében. A HXd1 mozdonyok megkezdték az üzemüket Tatung és Csinhuangtao városok között a Tatung–Csinhuangtao-vasútvonalon, mely az egyik legfontosabb szénszállítási útvonal. A vonal 25 kV 50 Hz váltakozó árammal villamosított. Teoretikusan mindegyik fél mozdony önállóan is tud üzemelni. A mozdony 23 tonna tengelyterhelésű, de ezt ballasztokkal 25 tonnára lehet növelni. Állandó vonóereje 530 kN, visszatápláló fékkel is rendelkezik, végsebessége 120 km/h. Minden összetevőjét úgy alakították ki, hogy szénporos levegő esetén is üzembiztosan működjön. A 180 darabos sorozat 2008 évre lett komplett, és azóta szállítják a napi több mint 25 db 20 000 tonnás vonatot, két dupla mozdonnyal.